# James Tyrrell
För andra betydelser, se James Tyrrell (olika betydelser).
Sir James Tyrrell, död (avrättad i Towern i London) den 6 maj 1502, var en engelsk krigare.
Tyrrell, som var ivrig anhängare av Yorkpartiet under Rosornas krig, fick [471 knightvärdighet och åtnjöt i hög grad Rikard III:s förtroende. Tyrrell torde av Rikard ha anlitats som redskap vid mordet på den unge Edvard V och dennes broder Rikard (troligen sommaren 1483). Han användes i militära uppdrag av Henrik VII, bland annat som befälhavare på slottet Guisnes. Efter att han 1499 och 1501 inblandats i tronpretendenten Suffolks flyktförsök, blev han som högförrädare dömd till döden. Före avrättningen bekände han sin andel i mordet på de unga prinsarna.